# Orgel van de Mariakerk in Krewerd

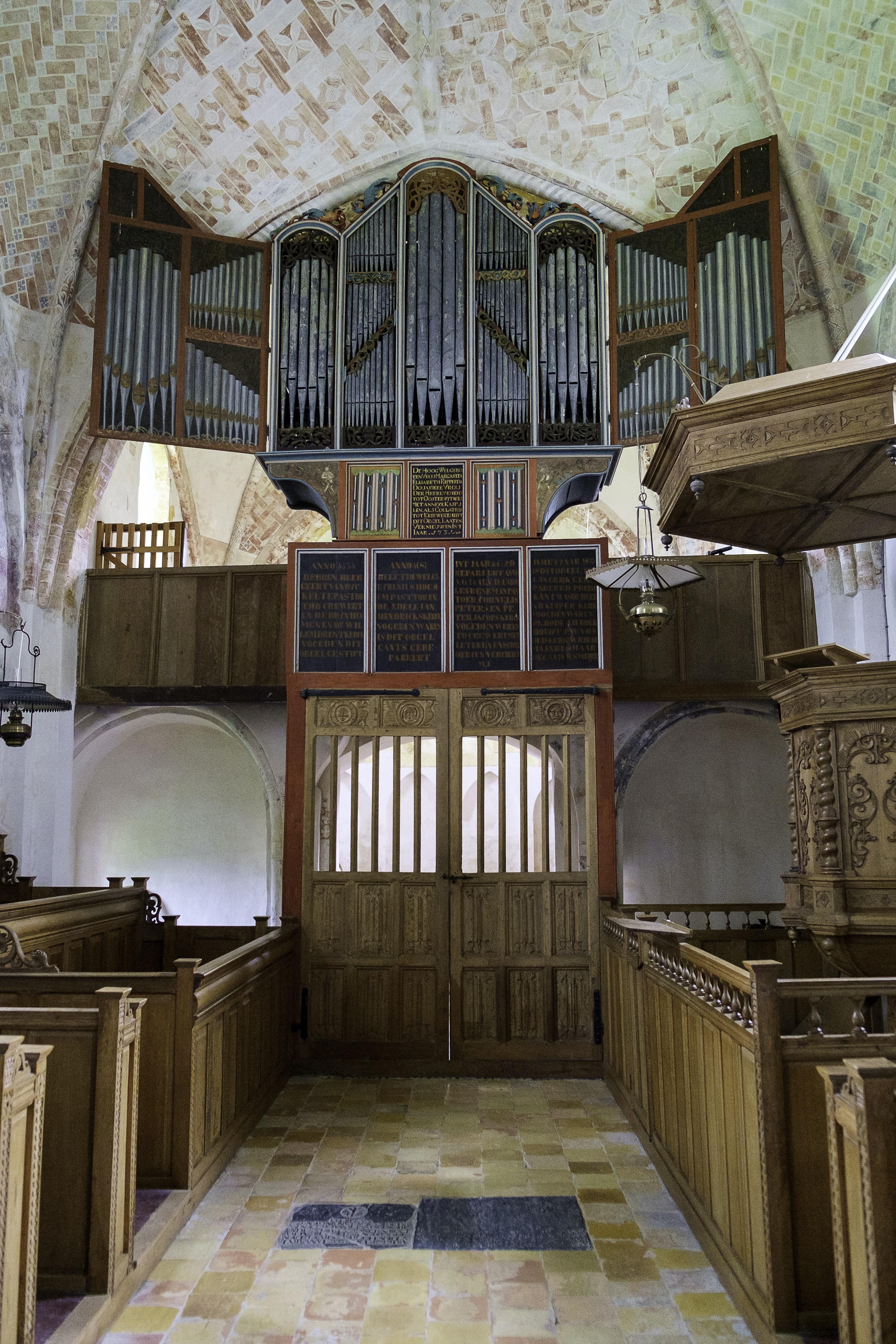
Het orgel

Het orgel van de Mariakerk in Krewerd in de gemeente Eemsdelta is het oudste van de provincie Groningen en het op een na oudste nog bespeelbare pijporgel van Nederland (na het koororgel van Jan van Covelens uit 1511 in de Grote of Sint-Laurenskerk van Alkmaar).

## Geschiedenis
In 1531 werd dit kerkorgel geplaatst in een houten galerij op het doksaal door een onbekende orgelbouwer. Hij was waarschijnlijk afkomstig uit de regio, aangezien hij in het orgel zowel kenmerken uit de late gotiek als uit de renaissance verwerkte. Ook beschilderde hij de orgelluiken met pijpwerk om zo het orgel groter te doen lijken. De orgelbouwer maakte voor het orgel gebruik van 15e-eeuwse orgelpijpen. In het Krewerder orgel bevinden zich briefpanelen.
Het orgel werd beschilderd in 1634. Op de panelen bij het orgel wordt vermeld dat in de jaren 1620, 1687, 1731 en 1857 vernieuwingen en reparaties hebben plaatsgevonden. Er werd echter in meer jaren aan het orgel gewerkt. In 1731 werd het orgel gerepareerd door Nicolaas Adolf Willenbrock, in 1775, 1807 en 1844 door leden van de familie Lohman, in 1857 door Herman Eberhard Freytag en tussen 1972 en 1975 door Albert Hendrik de Graaf. Bij deze laatste restauratie werden in de blaasbalg 15e-eeuwse fragmenten van perkament met teksten over de Armeense heilige Blasius aangetroffen, die waarschijnlijk afkomstig zijn uit een lectionarium. Bij de restauratie werd ook verwarming in de kerk aangebracht, wat slecht bleek uit te pakken voor het orgel. Tevens was de blaasbalg zwaar beschadigd geraakt omdat deze verkeerd was opgeslagen tijdens de restauratie van de kerk. In 1987 werd het orgel daarom opnieuw gerepareerd, ditmaal door de orgelbouwers Reil te Heerde.

## Dispositie
De dispositie van het orgel werd voor het eerst beschreven in het boek van Nicolaus Arnoldi Knock uit 1788. De speeltafel bestaat uit slechts één manuaal C-c''') en een pedaal (C-d, met touwen aangehangen). Het laagste octaaf van het instrument is in manuaal en pedaal "verkort" uitgevoerd, en heeft alleen de toetsen C D E F G A; vanaf A beginnen de halve toonafstanden.
Het instrument heeft een zevental registers:
| Manuaal C–c3    |    |
| Prestant        | 8′ |
| Holpyp          | 8′ |
| Sesquialtera II |    |
| Fluyt           | 4′ |
| Octaaf          | 4′ |
| Octaaf          | 2′ |
| Quint           | 3′ |

| Pedaal C–d1             |
| met touwen aangehangen. |

Het fluyt-register dateert van de restauratie door Freytag, de sesquialter van 1975. De overige vijf stemmen zijn oorspronkelijk. Het orgel staat in de middentoonstemming met een 1/4-komma, zodat de stemming aanzienlijk verschilt van wat heden gangbaar is (met voornamelijk veel zuiverder grote tertsen). Daardoor kan veel latere muziek niet op dit instrument worden uitgevoerd. Latere restauraties hebben uiteraard deze stemming aangehouden. In absolute zin is de stemming bijna een hele toon hoger dan thans gebruikelijk. Vanwege zijn historische aard wordt het orgel vaak gebruikt voor concerten van oude muziek.

## Afbeeldingen

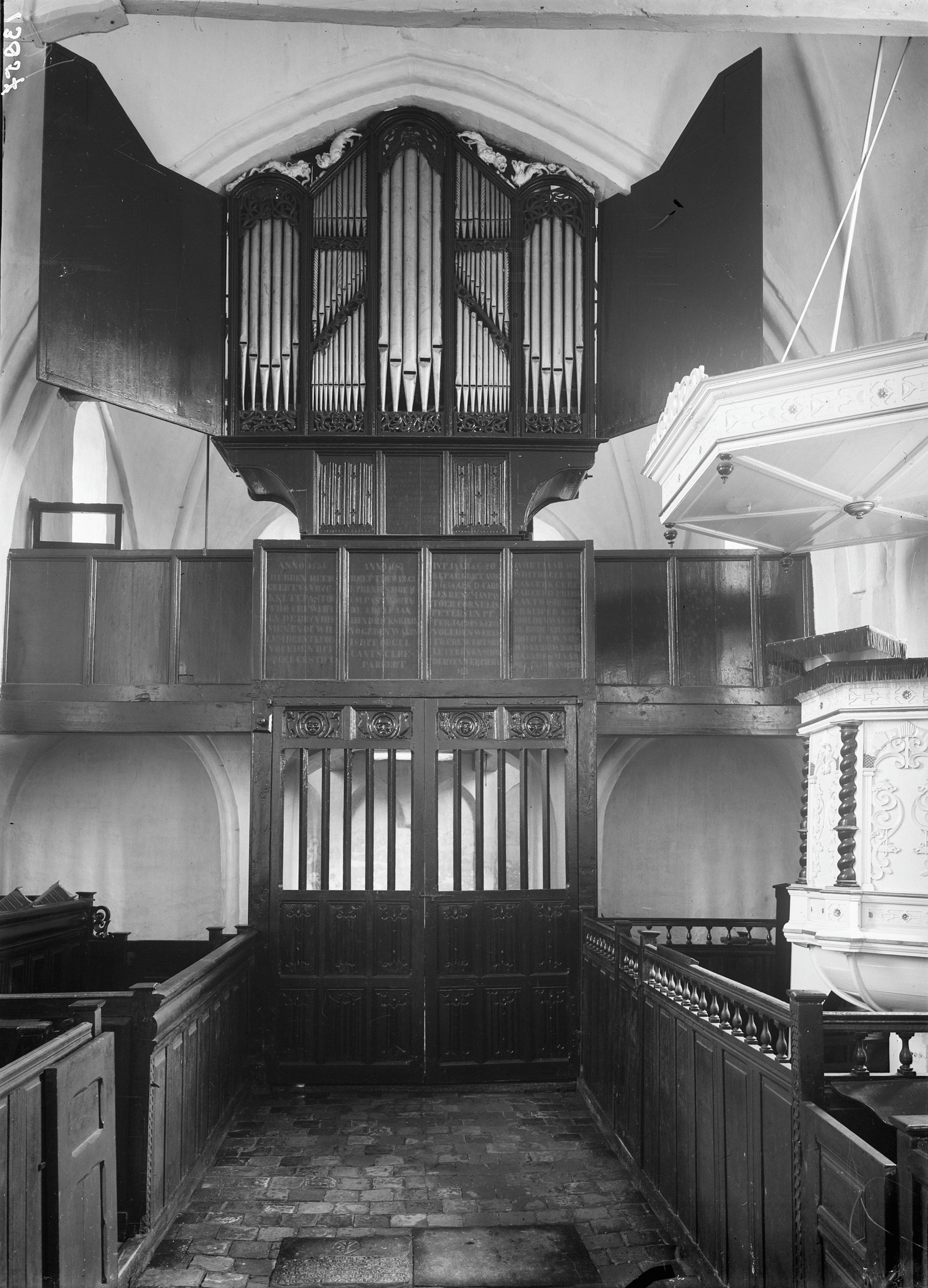
Het orgel vóór de restauratie
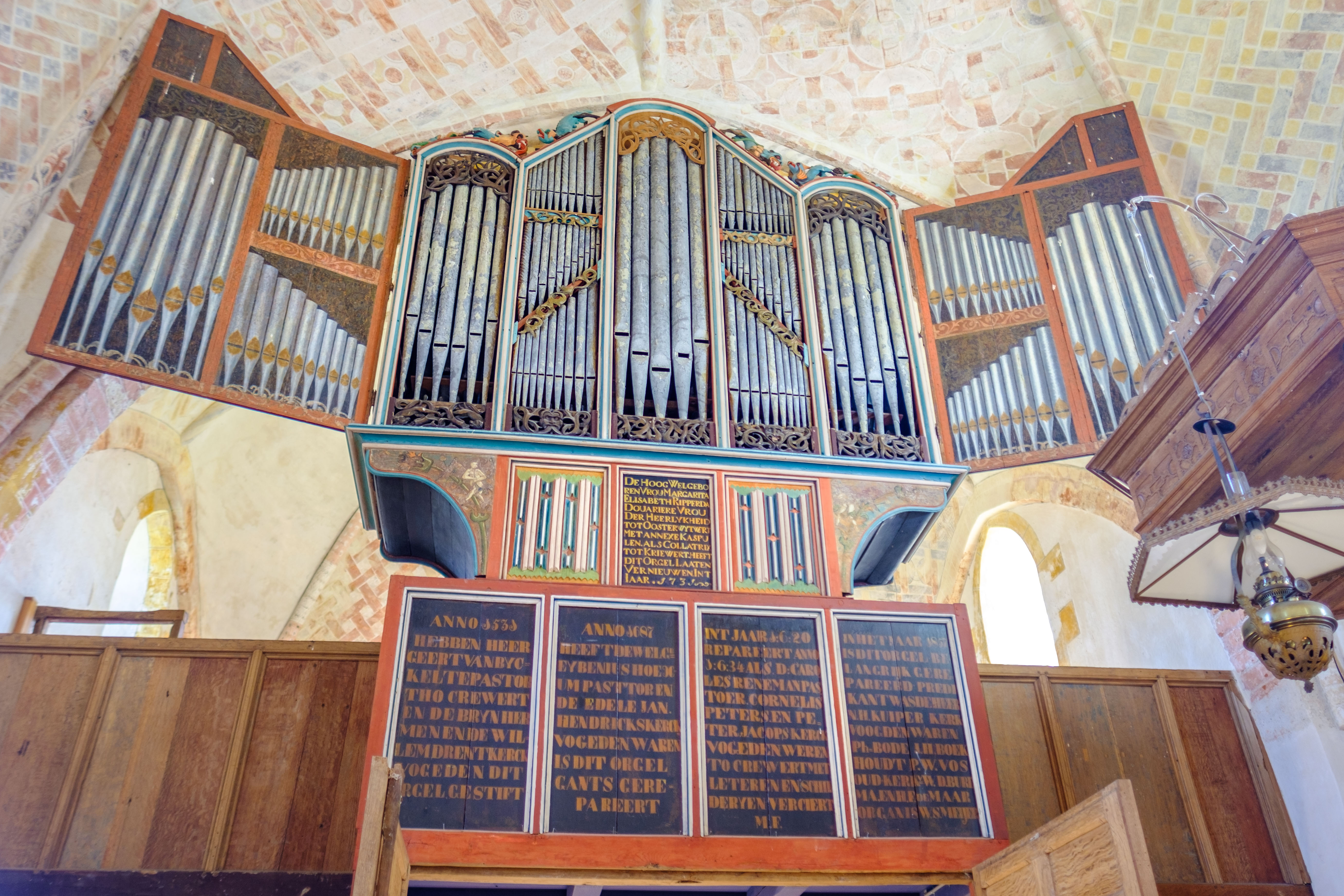
Close-up
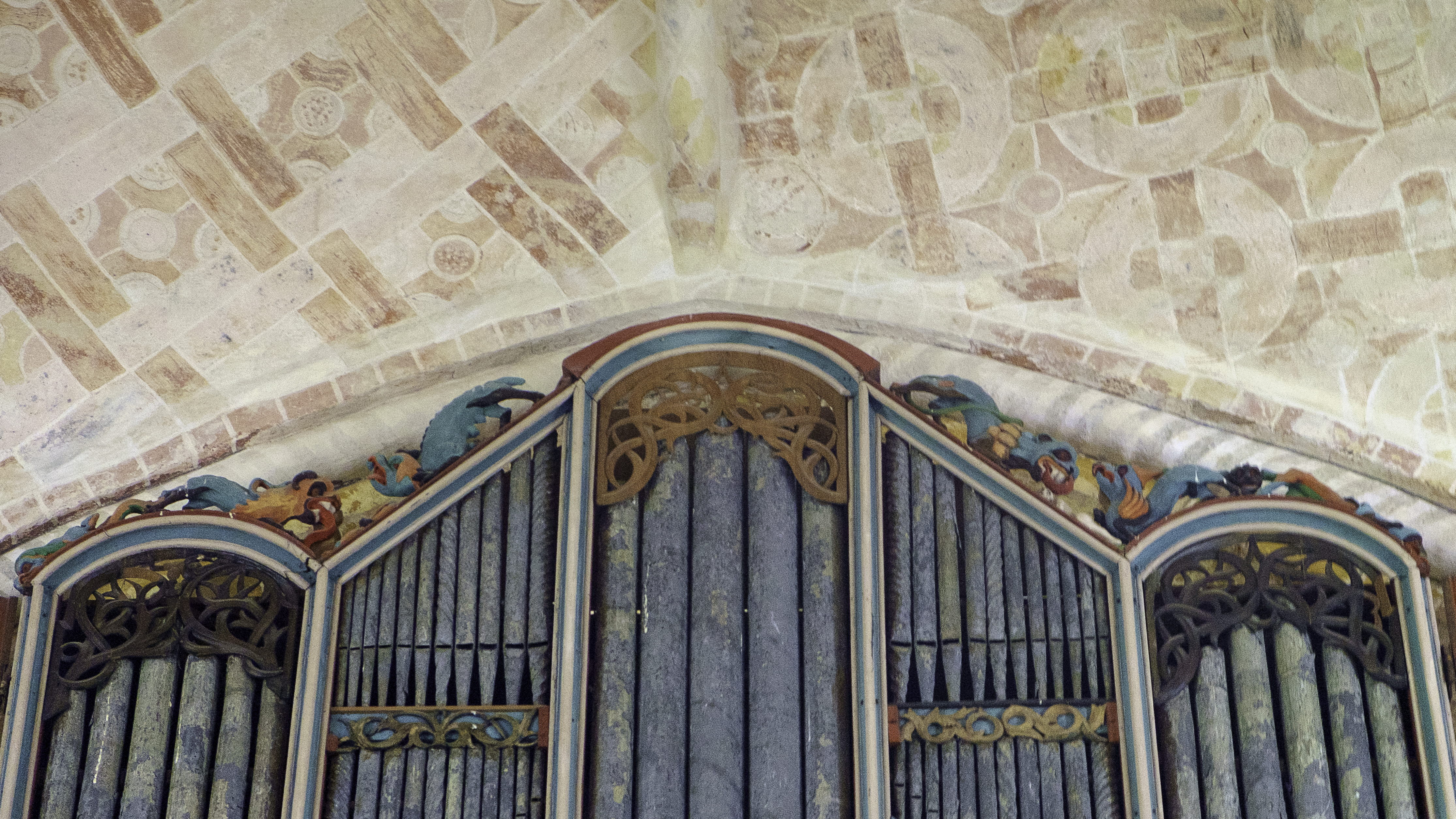
Versieringen aan bovenzijde van de orgelkas
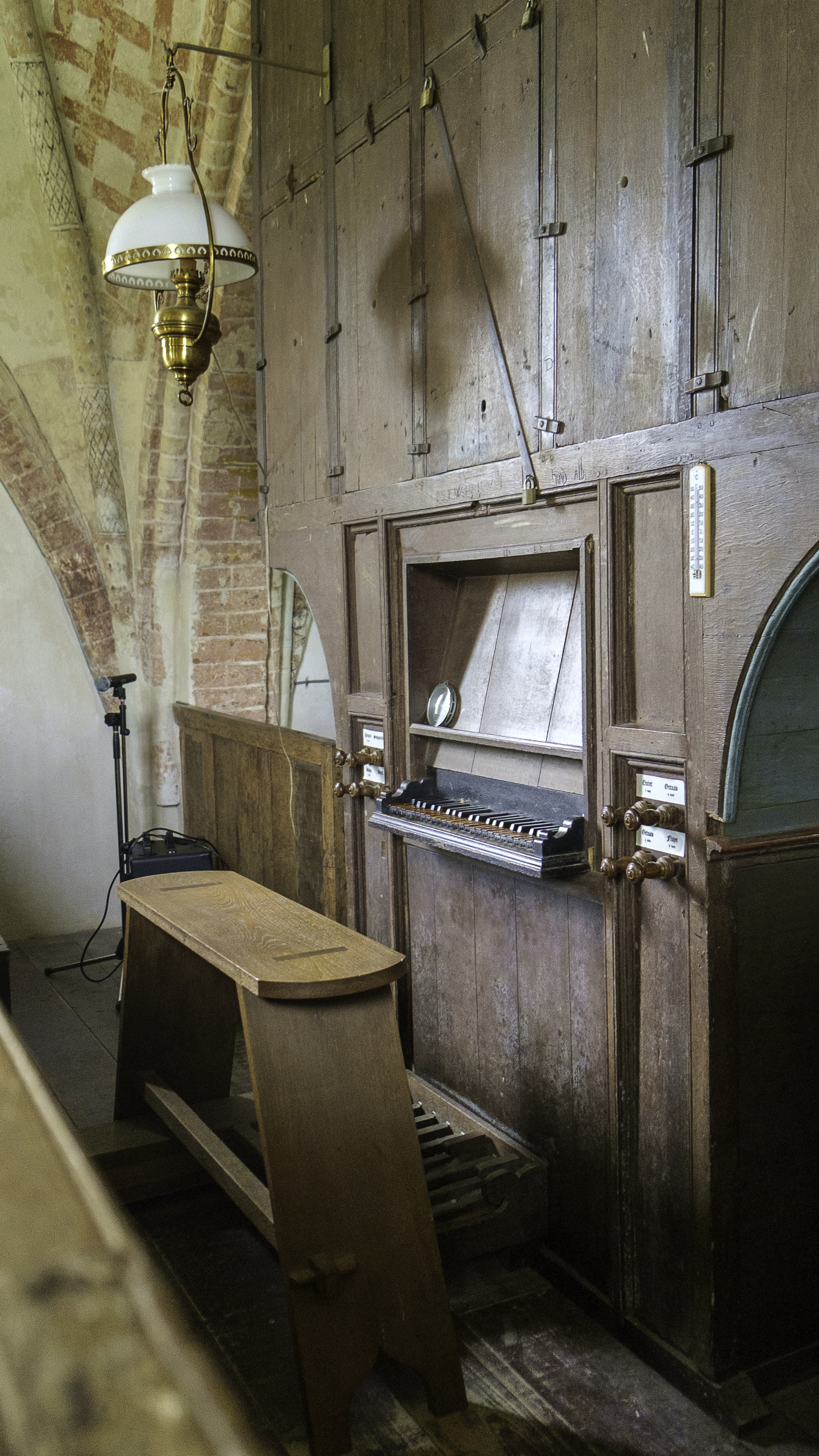
Speeltafel